# Madonna di Campiglio

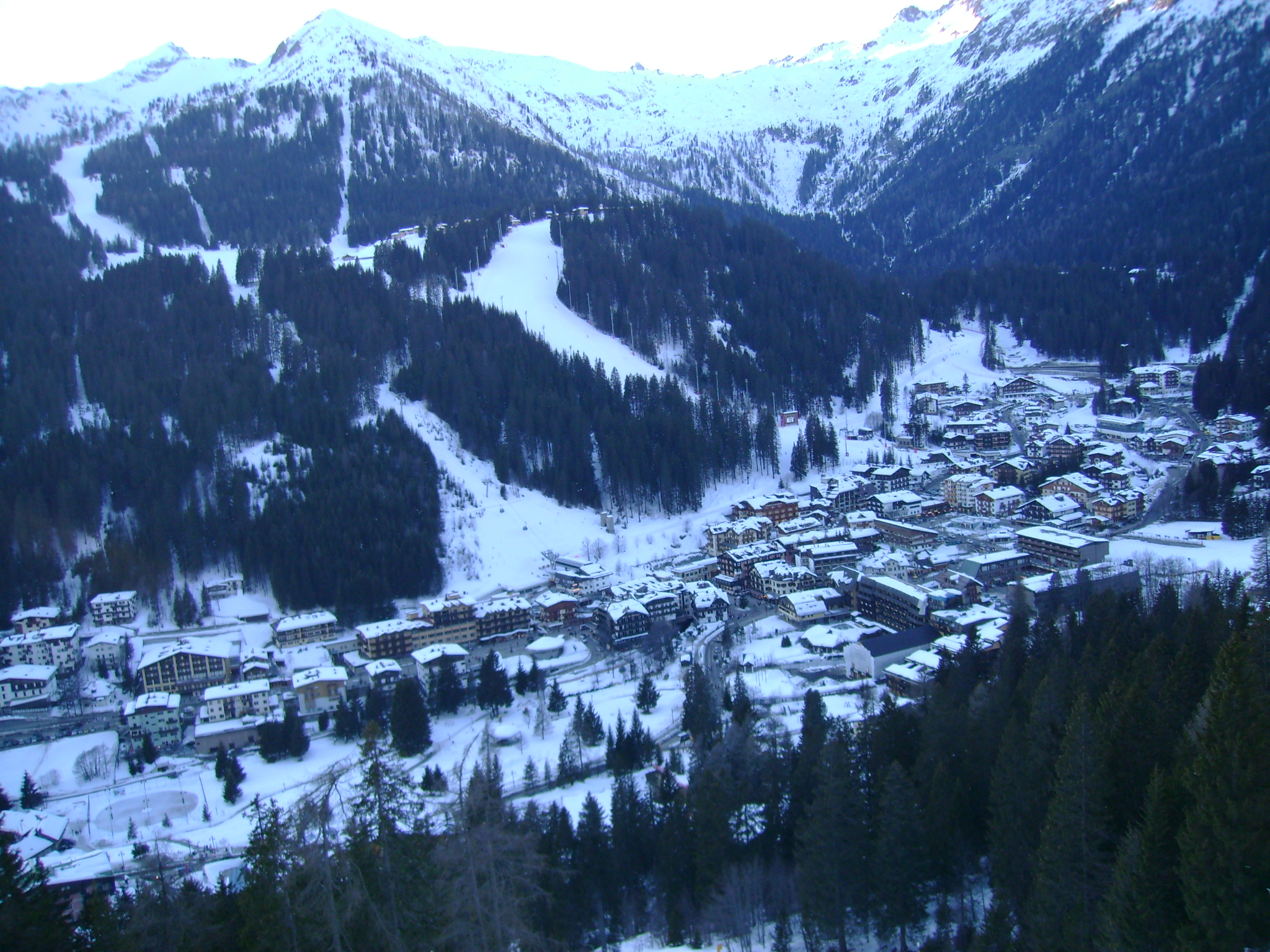
Bovenaanzicht van de plaats in de winter

Madonna di Campiglio is een plaats (frazione) in de Italiaanse gemeente Pinzolo.
De plaats ligt op 1522 meter hoogte in de Dolomieten. Het is bij toeristen internationaal vooral bekend vanwege de wintersportgelegenheden die zich in de plaats bevinden. Diverse liften brengen de toeristen boven de 2000 meter grens. In 2007 vond er het Wereldkampioenschap freestyle skiën 2007 plaats. In de zomer trekt het veel wandelaars aan. De belangrijkste economische activiteit in de plaats is toerisme.
Madonna di Campiglio was drie keer aankomstplaats van een etappe in de wielerkoers Ronde van Italië. De top van de beklimming ligt op een hoogte van 1.514m en wordt bereikt na 11,9 km fietsen aan gemiddeld 5,8%. Ritwinnaars in Madonna di Campiglio zijn:
- 1999: Marco Pantani
- 2015: Mikel Landa
- 2020: Ben O'Connor

Madonna di Campiglio ligt aan de nationale weg SS239. Door de plaats en langs de SS239 stroomt de Sarca naar het Gardameer in het zuiden.